# Héctor Hugo Olivares Ventura
Héctor Hugo Olivares Ventura (Pabellón de Arteaga, Aguascalientes, 24 de mayo de 1944) es un político mexicano miembro del Partido Revolucionario Institucional, que ha ocupado destacados cargos en la estructura del Partido y en el Congreso de la Unión.

## Biografía
Es licenciado en Ciencias Políticas egresado de la Universidad Nacional Autónoma de México, su padre fue Enrique Olivares Santana, gobernador de Aguascalientes y Secretario de Gobernación. Desde muy joven se inició en la política, llevando la mayor parte de su carrera en el Comité Ejecutivo Nacional del PRI así mismo ha sido dos veces senador por su estado de 1976 a 1982 y de 1988 a 1994 y tres veces diputado federal por el II Distrito Electoral Federal de Aguascalientes, a la LII Legislatura de 1982 a 1985 y a la LVI Legislatura de 1994 a 1997 y de manera plurinominal a la LX Legislatura de 2006 a 2009.
En 1998 fue candidato del PRI a Gobernador de Aguascalientes, pero fue derrotado por el candidato del Partido Acción Nacional Felipe González González. Olivares acusó al entonces presidente Ernesto Zedillo de haber favorecido a González y haberlo enviado a él a perder la elección anticipadamente.